# TV명인전
TV명인전은 1999년부터 2001년까지 매주 월요일 11시 55분에 KBS2에서 방송된 교양 프로그램이다.